# طلوت
طلوت، روستایی از توابع بخش بابل‌کنار شهرستان بابل در استان مازندران ایران است.

## پیشینه
واژه طلوت از نام رودخانه‌ای که از وسط همین محل می‌گذرد گرفته شده به این شکل که رودخانه امروزی به نام آقارود می‌باشد که از وسط روستا از جنوب به شمال امتداد داشته و از آنجایی که مسیر رودخانه مستقیم بوده و جریان آب تند بوده بچه‌هایی که به داخل این رودخانه می‌افتادند غرق می‌شدند به همین خاطر نام رودخانه را تلخ رود و روستایی که در این منطقه تشکیل گردید را روستای تلخ رود و در اصطلاح مازندرانی تل رود - تلوت و به مرور زمان طلوت نامیده شده و با تحقیقاتی که ازمحققان و اهالی به عمل آمده واژه طلوت را تیله پشت (گِل سفید) نیز می‌گفتند و ازاین گل برای تعمیرات خانه استفاده می‌کردند.

## جمعیت
براساس سرشماری مرکز آمار ایران در سال ۱۳۸۵، جمعیت آن ۱۰۴۰ نفر (۲۶۶خانوار) بوده‌است.
البته طی سرشماری سال ۱۳۹۰، جمعیت آن ۱۰۸۸ نفر در ۳۱۲ خانوار است که از این تعداد ۵۳۹ مرد و ۵۴۹ زن هستند.

## امکانات
رودخانه‌های آقارود و میررود از این روستا می‌گذرند و مقبره امام‌زاده آقاسید شریف نیز در این جا قرار دارد.
روستا از سه محله بنام‌های پائین‌محله، میان‌محله و بالامحله تشکیل شده‌است. وسعت این روستا ۲۷۳ هکتار است که ۱۷۶ هکتار آن به اراضی زراعی و ۹۷ هکتارآن به کشت انواع محصولات باغی اختصاص یافته‌است. اهالی آن اکثریت به کشاورزی و دامداری مشغول هستند. 